# Brachytarsina speiseri
Brachytarsina speiseri är en tvåvingeart som först beskrevs av Jobling 1934.  Brachytarsina speiseri ingår i släktet Brachytarsina och familjen lusflugor.
Artens utbredningsområde är Sri Lanka. Inga underarter finns listade i Catalogue of Life.